# Gorenje Kamenje
Gorenje Kamenje je naselje v Občini Novo mesto. V bližini vasi stoji Grad Hmeljnik.